# بيث ليفين
بيث ليفين (بالإنجليزية: Beth Levin)‏ هي عازفة بيانو أمريكية، ولدت في 17 ديسمبر 1950.

## وصلات خارجية
- بيث ليفين على موقع ميوزك برينز (الإنجليزية)
- بيث ليفين على موقع ديسكوغز (الإنجليزية)